# 服部友則
服部 友則（はっとり とものり、1957年（昭和32年）5月31日 - ）は、日本の政治家。千葉県八千代市長（3期）。
千葉県議会議員（3期）、八千代市議会議長（第22代）・副議長（第20代）、八千代市議会議員（6期）等を務めた。

## 来歴
千葉県八千代市八千代台生まれ。千葉県立船橋高等学校、山梨大学教育学部社会学科卒業。大学在学中は地方自治を専攻。大学卒業後、民間企業に就職した。
1982年、八千代市議会議員選挙に立候補し、初当選した。以後、2003年まで6期21年にわたり市議を務め、1994年から1995年まで市議会副議長、1999年から2001年まで市議会議長をそれぞれ務めた。2003年、千葉県議会議員選挙に八千代市選挙区から出馬し、当選。2011年まで3期9年務める。県議時代は自由民主党系会派に所属していた。
2013年4月30日、八千代市長の豊田俊郎が第23回参議院議員通常選挙に立候補するため、市長を辞職。千葉県議を辞職し、豊田の辞職に伴い実施された八千代市長選挙に自民・公明両党の推薦を受けて立候補したが、秋葉就一に僅差で敗れ、落選した。
2017年、自民党の推薦を受けて再び八千代市長選挙に出馬。現職の秋葉就一に約7千票の差をつけ、秋葉を含む4人の候補を破り、当選した。5月26日、八千代市役所に初登庁し、正式に市長に就任した。
2021年5月23日投開票の市長選挙で新人2人を破り再選。
2025年5月28日投開票の市長選挙で元市議ら4人を破り3選。

## 政策・主張
- 2017年の八千代市長選挙では、同市を通る東葉高速鉄道について、東西線への直通運転を行っている東京メトロへの経営統合による運賃の引き下げを公約に掲げていた[12][7]が、当選後は「東京メトロには真剣に考えていただきたい」と述べるに留まった[13]。
- 2020年6月1日、新型コロナウイルス対策の財源に充てるため、自身と副市長、教育長、事業管理者の6月から2021年3月までの月額給与を10％減額する条例案を市議会定例会に提出。削減額は計509万3,450円。同日、同条例案は可決された[14]。

## 人物
- 家族は父、妻、妹、1男1女[2]。